# Kulmbach
Kulmbach este un oraș situat în regiunea administrativă Franconia Superioară, landul Bavaria, Germania.

## Stema orașului
În stânga sunt patru casete (două argintii și două negre), componente ale blazonului clasic al familiei Hohenzollern. Partea dreaptă prezintă Leul și Vulturul, însemne luate de pe blazoanele conților de Andechs-Meranien. 
Stema a fost aprobată oficial în anul 1922, deși apăruse în această formă încă din anul 1569.

## Personalități
- Hans von Kulmbach (1480-1522), pictor

## Galerie de imagini

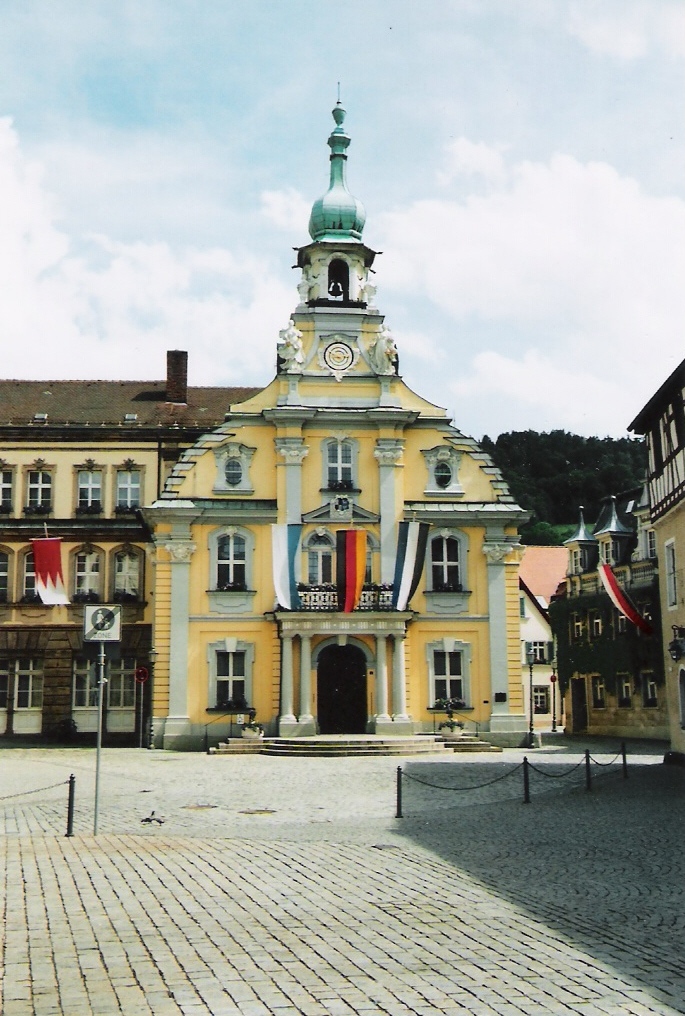
Primăria în stil Renaissance
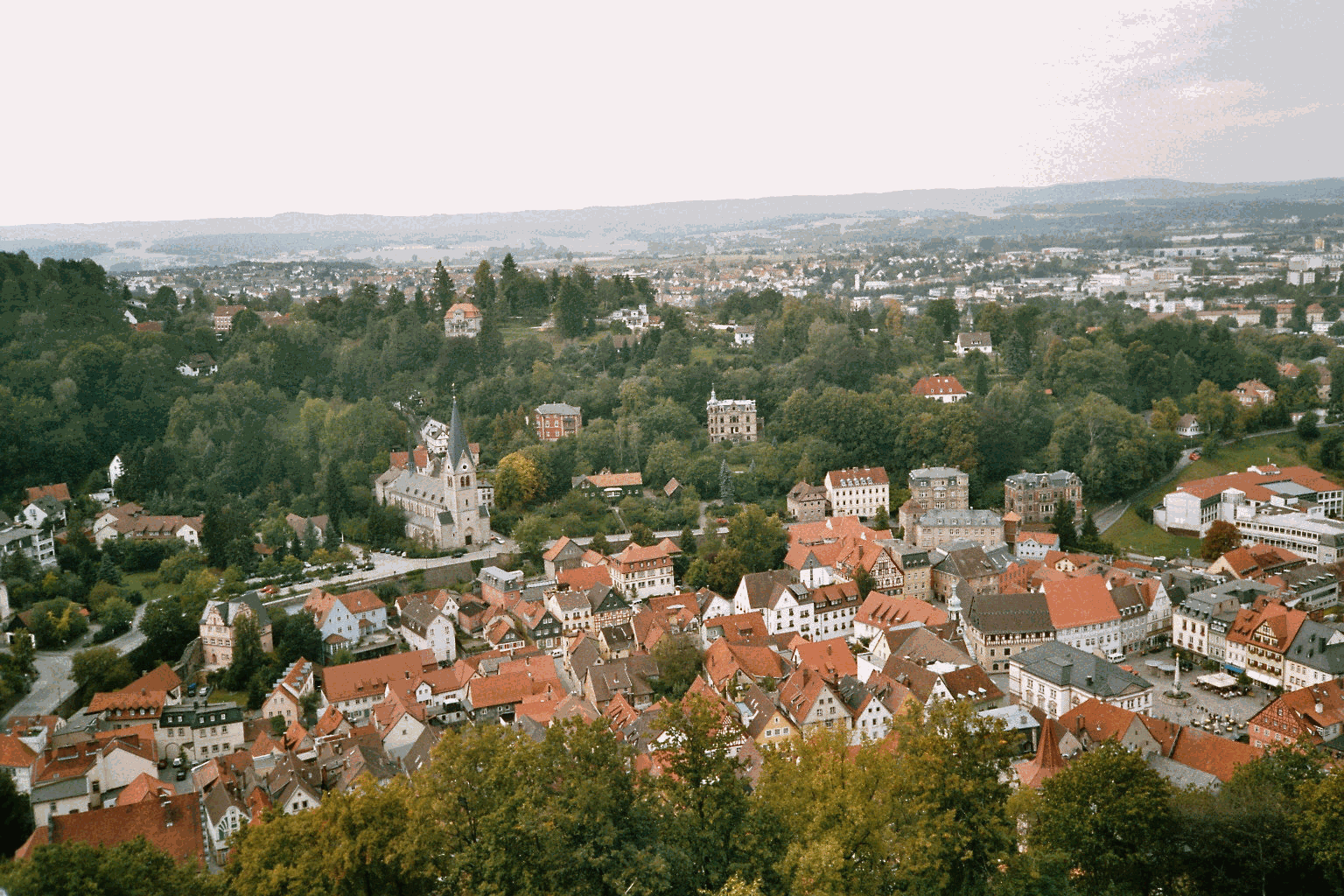
Vedere a oraşului din Plassenburg
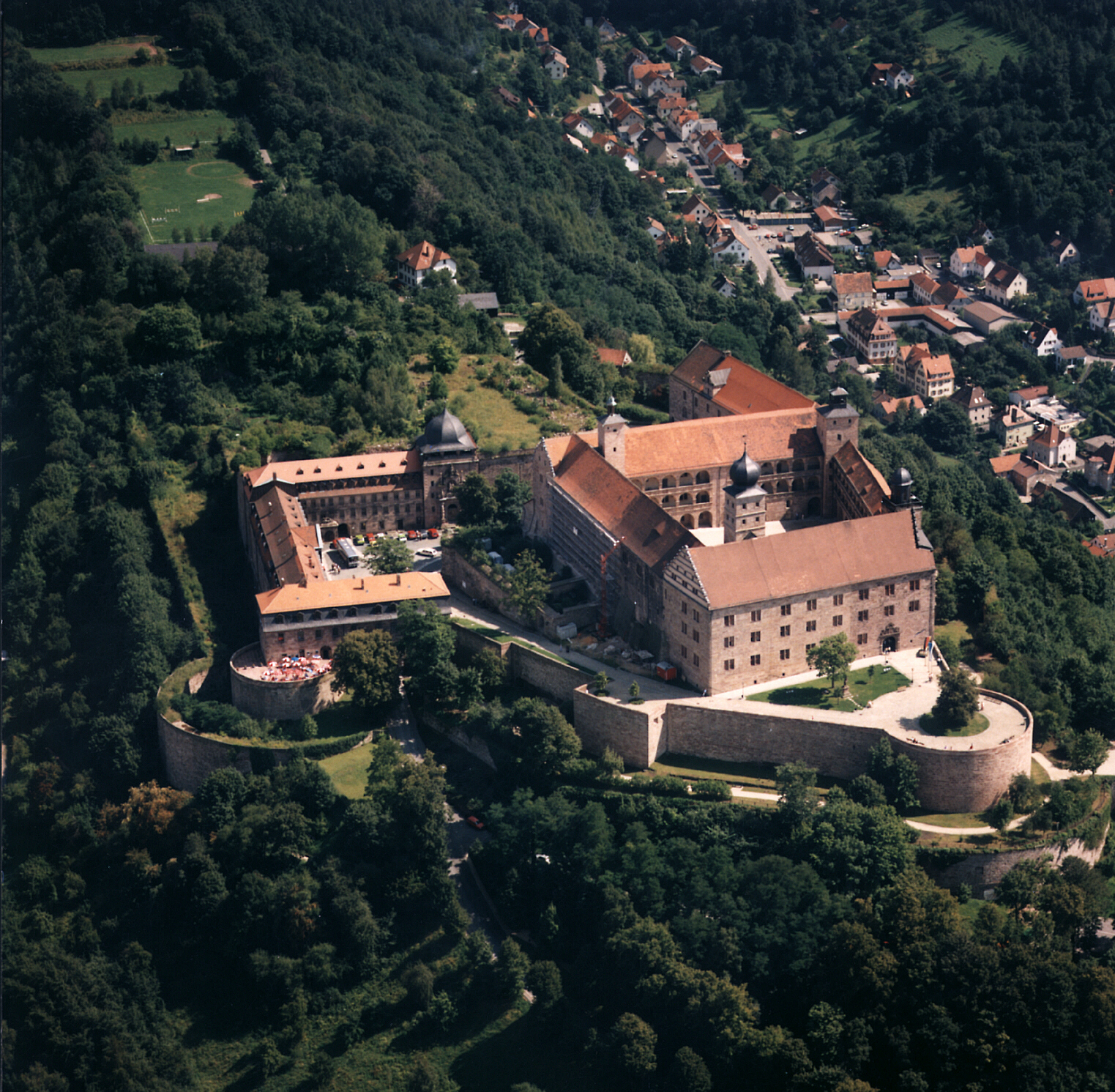
Plassenburg (vedere aeriană)

1. ↑  Alle politisch selbständigen Gemeinden mit ausgewählten Merkmalen am 31.12.2018 (4. Quartal) (în germană), Statistisches Bundesamt[*], arhivat din original la 10 martie 2019, accesat în 10 martie 2019